# トミーズ (製パン)
株式会社トミーズは、兵庫県神戸市にある1977年創業の創作パン屋。
創業当時から「あん食」を主力商品としている。テレビで取り上げられたり数々のイベントに出店したりしながら製造量は年々増加し、製造販売量は2020年現在では神戸市内の4店舗とネット通販、デパートやスーパーマーケットなどのトータルで1日に約2000本に上る。

## 主な商品

### 食パン系
- あん食
- 抹茶あん食
- 上食パン
- ハイミルク食

### スティックバー系
- チョコバー
- ミルクバー

### その他
- かりんとう饅頭
- 玉子パンケーキ